# 32-я бригада морской пехоты (Греция)

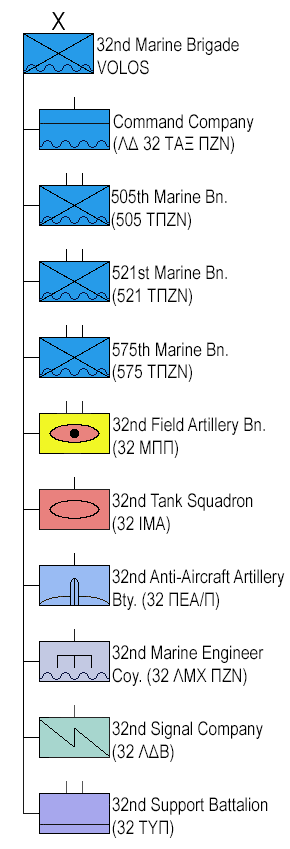
Организационная структура (ОС) 32 брмп, англосаксонские условные знаки.

32-я бригада морской пехоты, дословно 32-я морская бригада, (греч. 32η Ταξιαρχία Πεζοναυτών, 32 ΤΞΠΖΝ) — формирование (соединение, бригада) морской пехоты вооружённых сил Республики Греция.
Расквартирована в портовом городе Волос в Фессалии, и предназначена для выполнения специальных и десантных мероприятий на многочисленных островах и островках у греческого побережья.
При применении 32 брмп по основному предназначению (морской десант), в качестве носителей используются десантные корабли различных типов, в том числе и на воздушной подушке, в состав формирования не входят.

## История
32-я морская бригада свою историю ведёт с момента сформирования 32-го пехотного полка, созданного в городе Превеза в 1919 году, он входил в состав VIII пехотной дивизии.
32 пп принимал участие в греко-турецкой войне (1919—1922 годов), затем в Итало-греческой войне (1940—1941 годов) во время Второй мировой войны. После оккупации немцами Греции, полк как и все Греческие ВС, был расформирован.
После освобождения страны от немецкой и английской оккупации, Гражданской войны (1946—1949 годов), в 1959 году, 32-й пехотный полк был воссоздан но уже как 132-й лёгкий пехотный полк и передислоцирован в Аттику в качестве резервного формирования, а в 1967 году был реорганизован в 32-й полк морской пехоты.
В январе 1988 года 32 пмп был развёрнут в бригаду, после расформирования III дивизии специального назначения.
В настоящее время бригада входит в состав 1-й пехотной дивизии, II армейского корпуса, а сам II ак входит в состав греческих сил оперативного реагирования.

## Состав
- Управление (штаб) (ΛΣ/32ης ΤAΞ ΠΝ)
- 505-й отдельный батальон морской пехоты (морской батальон) (505ο ΤΠN)
- 521-й отдельный батальон морской пехоты (морской батальон) (521ο ΤΠN)
- 575-й отдельный батальон морской пехоты (морской батальон) (575ο ΤΠN)
- 32-й отдельный танковый батальон (броневой батальон) (32η ΙΜΑ)
  - 17 единиц Леопард 1А5
- 32-й отдельный артиллерийский дивизион (батальон полевой артиллерии) (32η ΜΠΠ)
  - 18 единиц Ото Мелара Модель 56
- 32-я отдельная инженерная рота (32ος ΛΜΧ)
- 32-я отдельная батарея ПВО (32η ΠΕΑ/ΑΠ)
- 32-я отдельная рота связи (сигнальная рота) (32ος ΛΔΒ)
- 32-й отдельный батальон МТО (батальон поддержки) (32ο TYΠ)

## В составе
32 брмп входит в состав 1-й пехотной дивизии, II армейского корпуса (II ак входит в состав греческих сил оперативного реагирования), сухопутных войск Греции и является одним из отборных формирований сухопутных войск.

## Символика
- В эмблему формирования входит изображение корабля Арго.
- Первоначально греческие морские пехотинцы носили тёмно-синие береты как военнослужащие пехоты СВ (остался и сейчас), но в 2000 году в 32 брмп вместо них были введены зелёные береты, как и в большинстве специальных и отборных формирований сухопутных войск Греции.

## Фото галерея

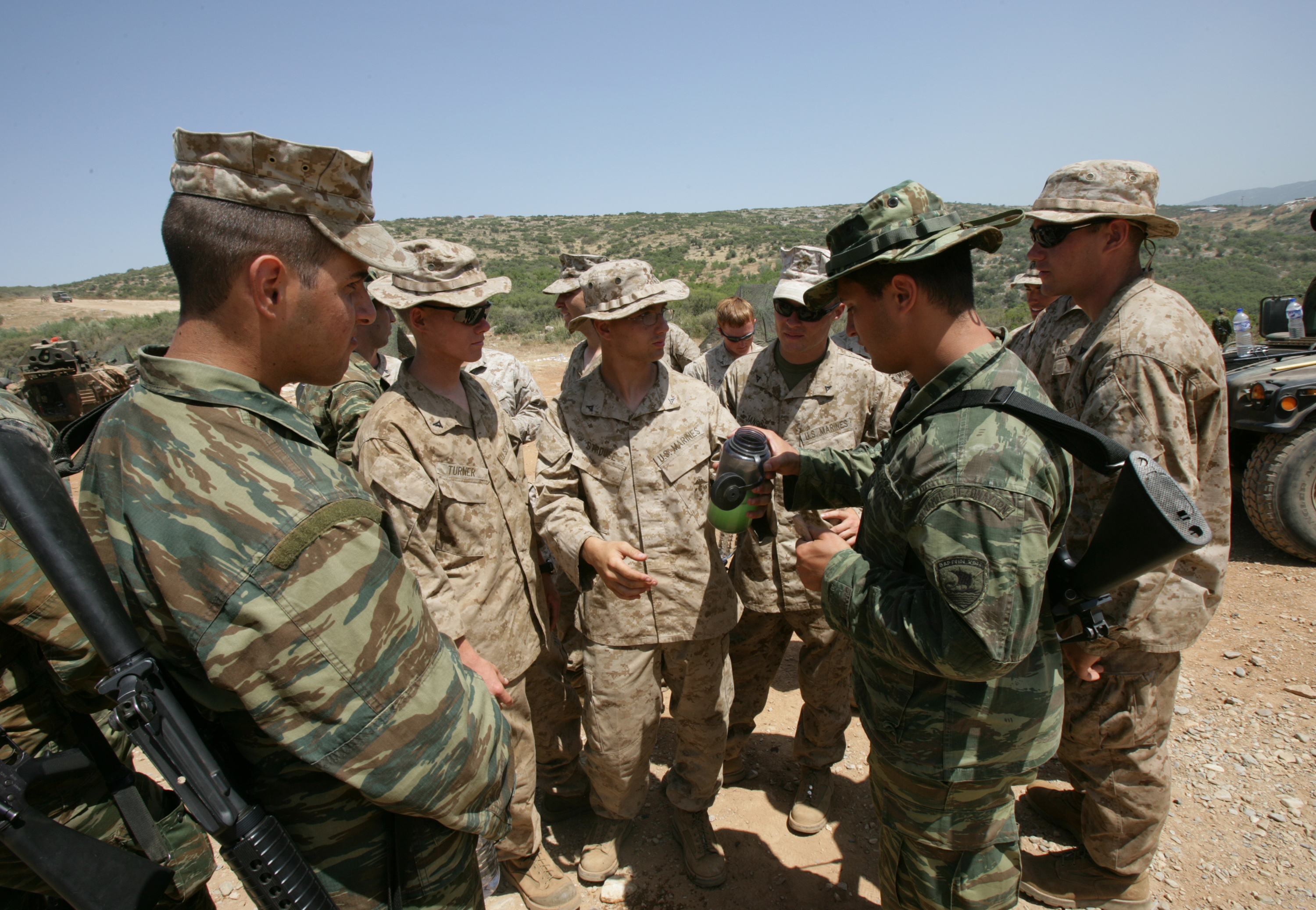
Учение в 32 брмп, обучают американские специалисты, виден нарукавный знак с эмблемой 32 брмп, Греция, 11 июня 2009 года.
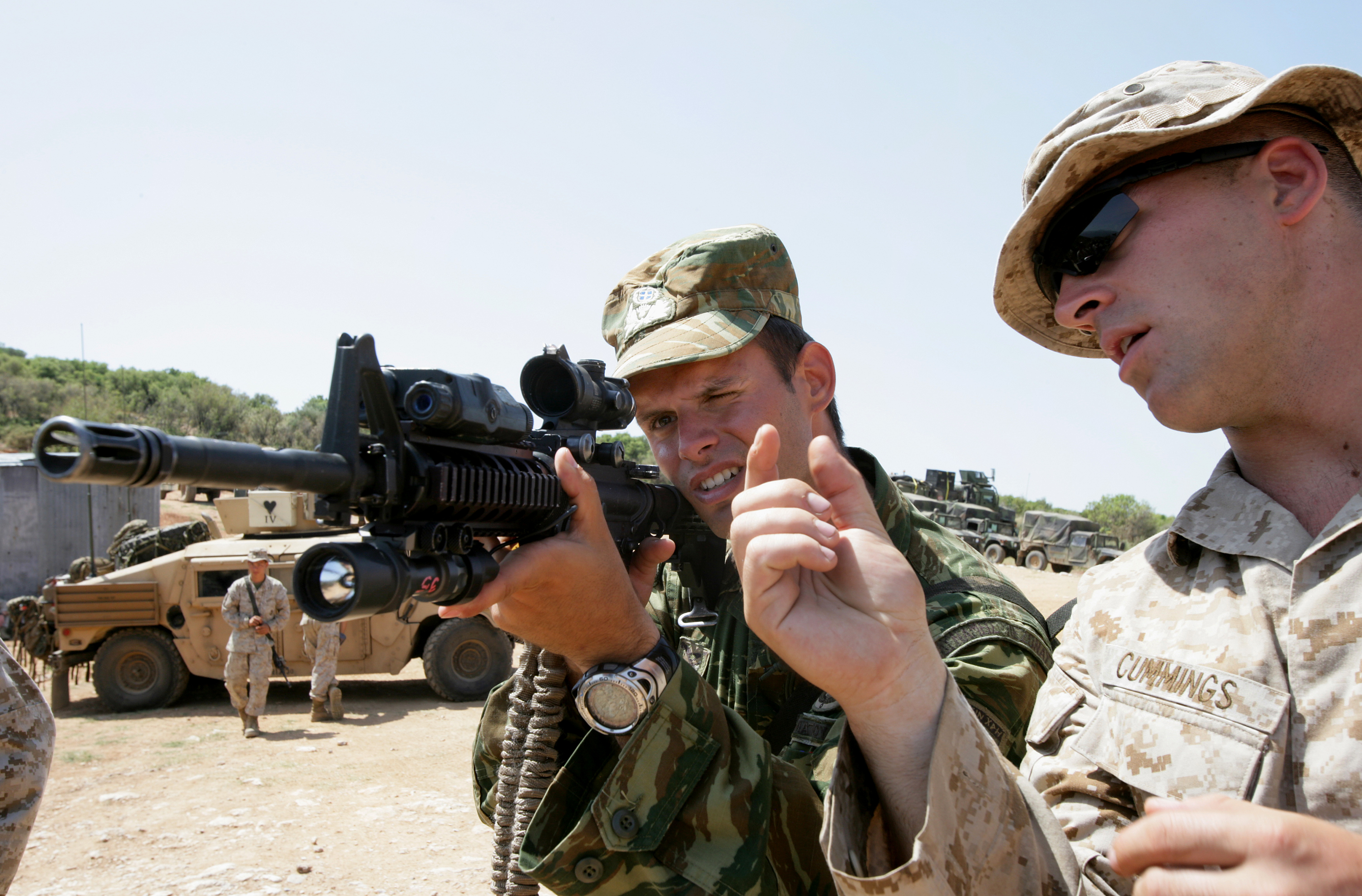
Учение в 32 брмп, обучают американские специалисты, Греция, 11 июня 2009 года.
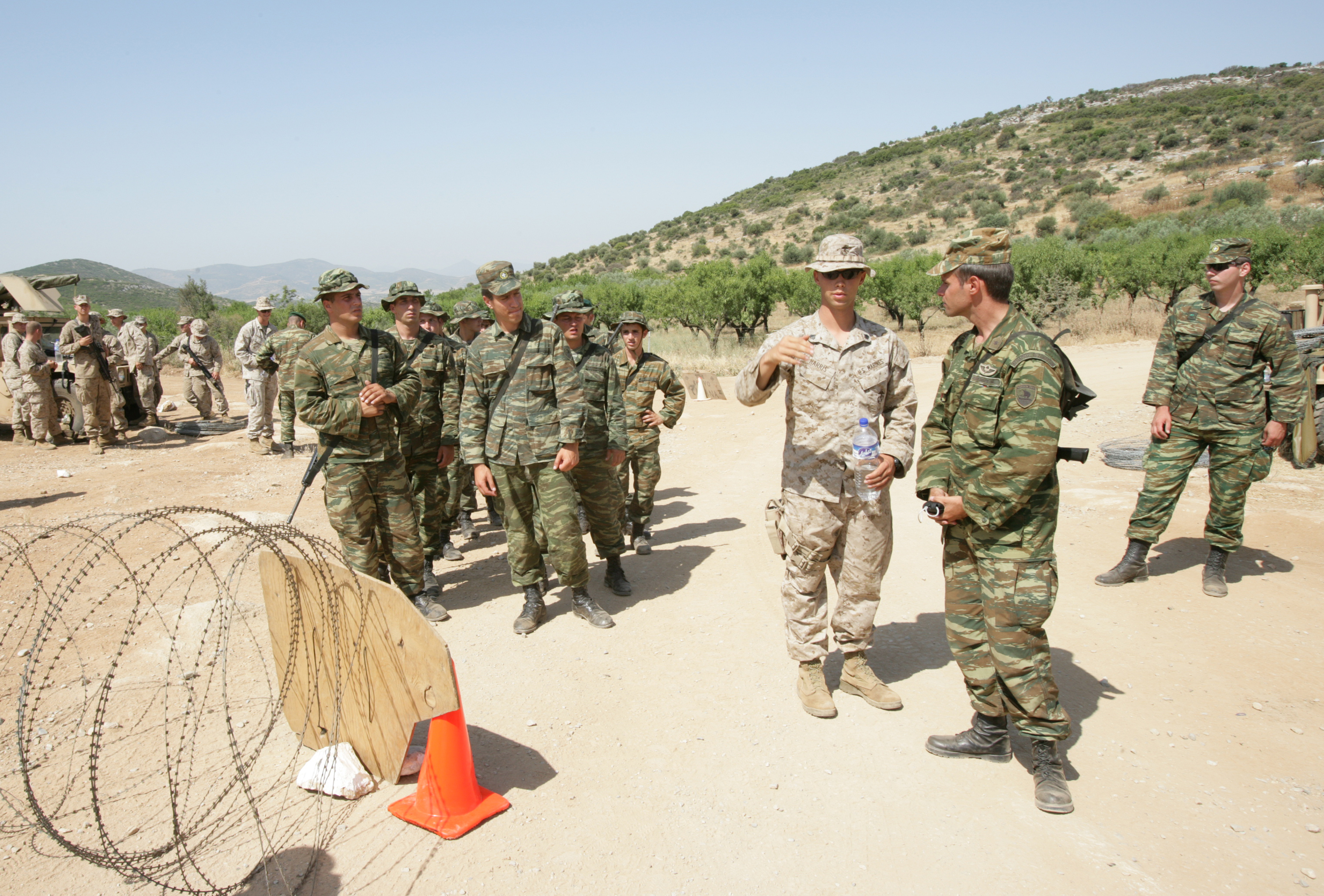
Учение в 32 брмп, обучают американские специалисты, Греция, 11 июня 2009 года.
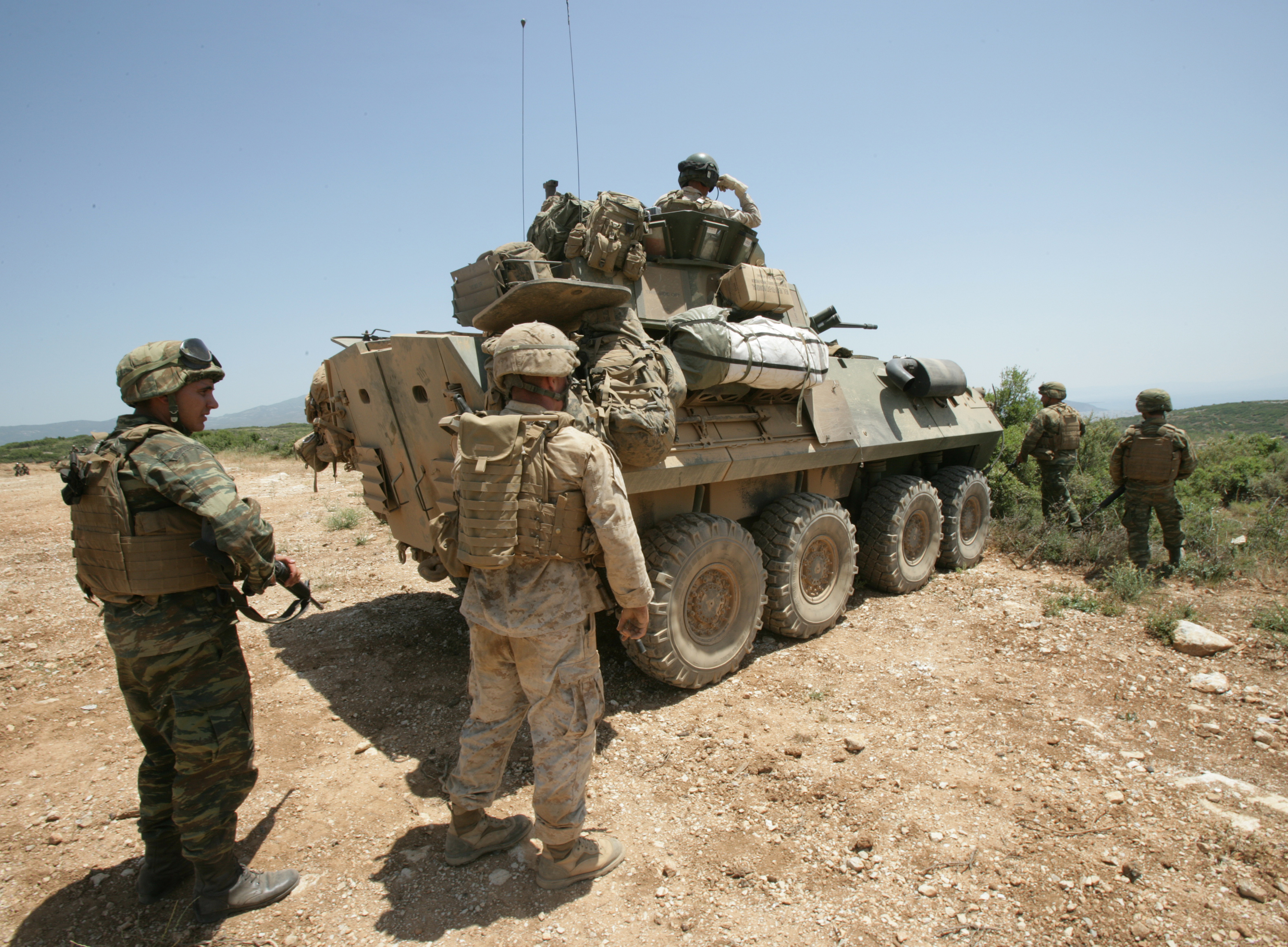
Учение в 32 брмп, обучают американские специалисты, Греция, 11 июня 2009 года.
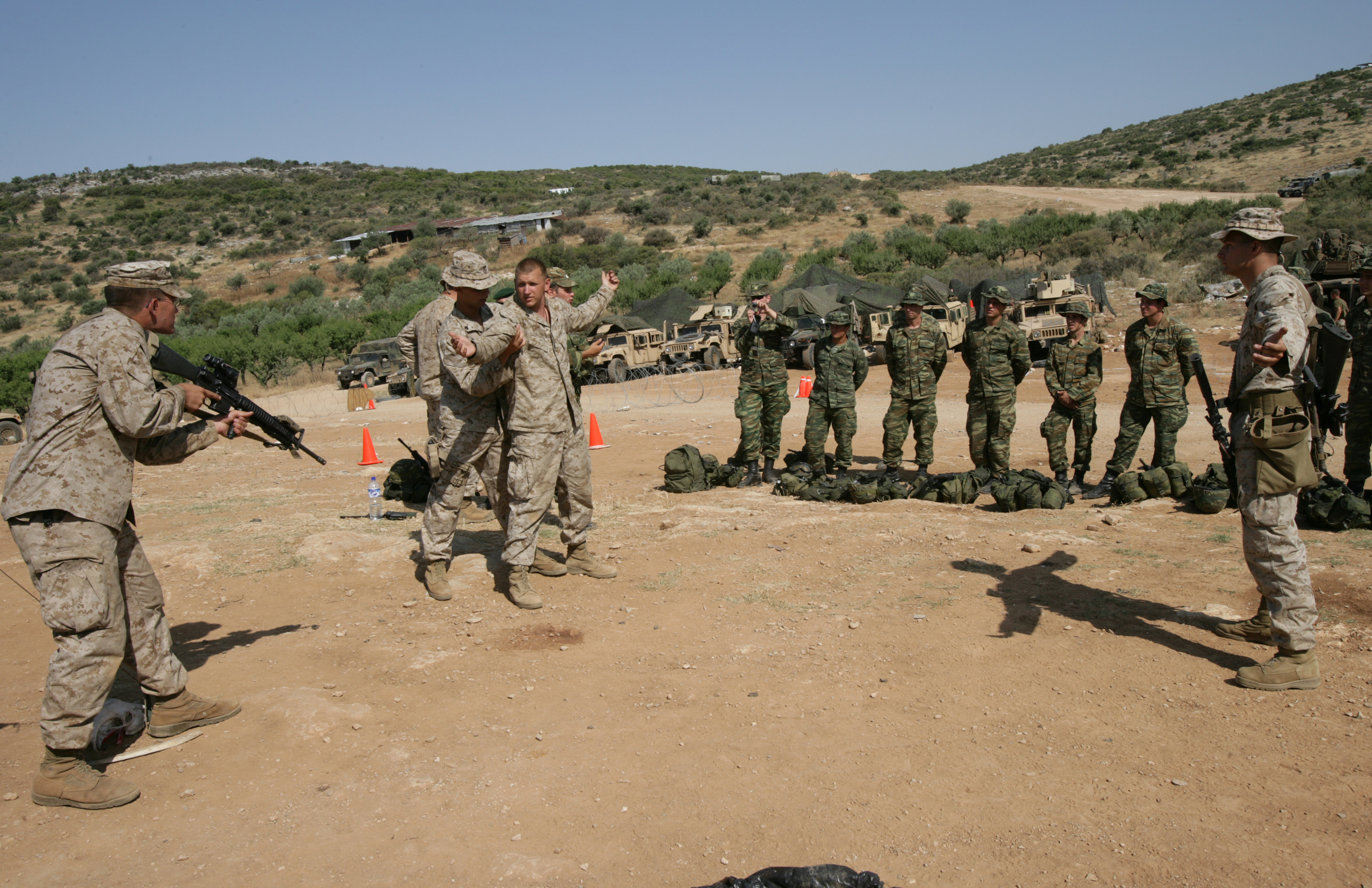
Учение в 32 брмп, обучают американские специалисты, Греция, 11 июня 2009 года.
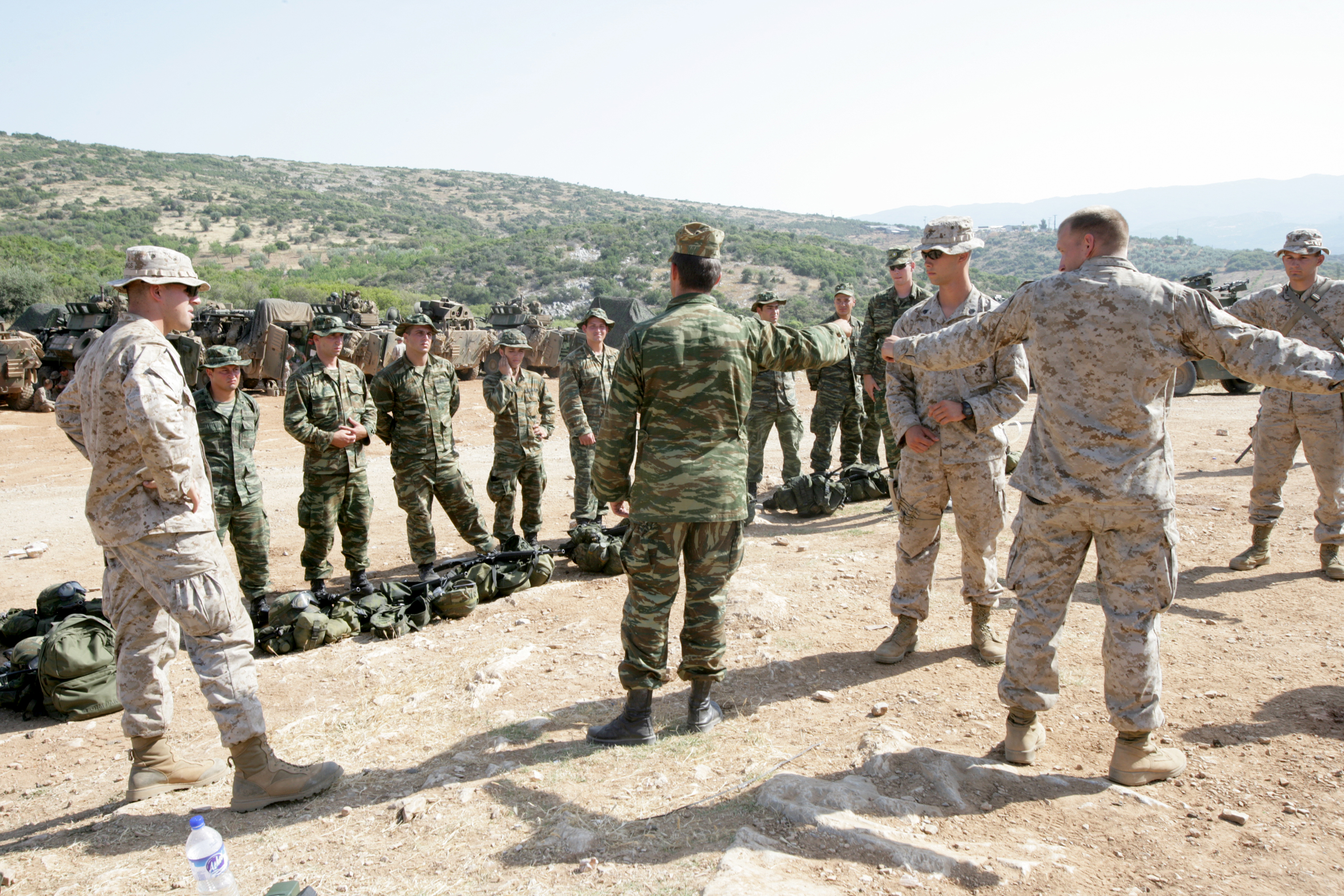
Учение в 32 брмп, обучают американские специалисты, Греция, 11 июня 2009 года.